# Euriposov most
Euriposov most (također Euripov most, Evriposov most; grčki: Γέφυρα Ευρίπου) jest 395 metara dugačak viseći most u Halkidi. Most prelazi preko središnjega i najužeg dijela tjesnaca Evripos koji odvaja otok Eubeju od grčkoga kopna.
Most je izgrađen 1992. godine i bio je prvi cestovni viseći most u Grčkoj. Tehnički izazov tijekom projektiranja i faze izgradnje bio je izuzetno vitki (L/480) rasponski sklop od uzdužno i poprečno prednapregnutih betonskih nosača debljine samo 45 centimetara, koji osigurava dovoljnu krutost za izostavljanje uzdužnih nosača. Višežilne čelične vješaljke stoga imaju manji razmak od približno 5 metara i minimalni nagib od 23 stupnja (0,4 rad) i izravno su korištene za nošenje slobodnih konzolnih oplata tijekom izgradnje rasponskoga sklopa. U svrhu veće seizmičke zaštite, rasponski sklop je monolitno povezan s pilonima. Promjene zbog temperaturnih oscilacija mogu se dobro podnijeti zahvaljujući vitkim pilonima i mekanoj nadgradnji. Na prijelaznim stupovima na krajevima mosta koriste se zglobna vlačna klatna za prijenos sila u donju konstrukciju.

## Tehnički podaci
- Ukupna dužina: 395 metara
- Duljine raspona glavnog mosta: 90 + 215 + 90 metara
- Širina kolnika mosta: 13,50 metara (2 kolnika + 2 pješačka nogostupa)
- Površina kolničke ploče: 5390 m²
- Visina pilona: 90 metara (otprilike 45 metara iznad i 45 metara ispod razine rasponskoga sklopa)
- Debljina betonske ploče: 45 centimetara[3]